# Marine bangladaise
La Marine bangladaise (bengali : বাংলাদেশ নৌ বাহিনী, Bangladesh Nou Bahini) est la composante maritime des Forces armées du Bangladesh. Elle a été créée en juillet 1971. Le rôle principal de la marine du Bangladesh est de protéger les intérêts économiques et militaires du pays au pays et à l'étranger. La marine du Bangladesh est également une force de gestion des catastrophes de première ligne au Bangladesh et participe à des missions humanitaires à l'étranger. Il est un acteur régional clé dans les efforts de lutte contre le terrorisme et participe au maintien de la paix mondiale avec les Nations unies.

## Histoire
La marine bangladaise a été créée dans le cadre du Mukti Bahini, mouvement de résistance pendant la guerre de libération du Bangladesh de 1971 contre le Pakistan. Sa date de création officielle est juillet 1971 lors de la Conférence des commandants de secteur du Bangladesh de 1971. En 1971, alors que le Pakistan occidental imposait une répression militaire brutale au Pakistan oriental, la guerre de libération du Bangladesh était déjà en cours. De nombreux marins et officiers bengalis de la marine pakistanaise ont fait défection pour former la marine du Bangladesh naissante. Initialement, il y avait deux navires, PADMA et PALASH, et 45 membres du personnel naval. Le 9 novembre 1971, la première flotte navale, composée de six petits patrouilleurs, est inaugurée . Ces navires ont essayé d'effectuer des raids sur la flotte pakistanaise, mais ont été par erreur frappés et coulés par la Force aérienne indienne le 10 décembre 1971. La prochaine attaque majeure a été lancée sur le port maritime de Mongla. Selon les chiffres officiels de la marine du Bangladesh, un total de 334 marins ont été impliqués dans la marine nouvellement créée, avec 22 tués au combat .

## Organisation
La marine bangladaise a son quartier général à Dacca. Selon la Constitution du Bangladesh, le président du Bangladesh est le commandant en chef des forces armées du Bangladesh. Le chef d'état-major de la marine, un amiral quatre étoiles, dirige les opérations de non-combat et de combat depuis le quartier général de la marine à Dacca. 

### Académie navale du Bangladesh
La Bangladesh Naval Academy (en) abrite les cadets de la marine qui seront les futurs officiers de la marine du Bangladesh. L'académie offre une éducation, une formation sportive et militaire aux cadets de la marine. L'académie propose également des programmes de formation aux officiers des marines alliées, y compris le personnel de la marine du Qatar, du Sri Lanka, des Maldives et de la marine palestinienne.

## Équipements
Courant 2009, la Marine bangladaise annonce son intention de se doter d'ici 10 ans de 3 frégates, un sous-marin, 3 gros patrouilleurs, 12 patrouilleurs, 2 embarcations de débarquement, d'un navire océanographique, d'un navire de sauvetage, 4 vedettes lance-missiles, ainsi que de 3 avions de patrouille maritime et 4 hélicoptères.
Fin 2013, il est annoncé la commande de 2 sous-marins chinois Type 035-G (code OTAN : classe Ming) qui sont livrés en novembre 2016 et entre en service le 12 mars 2017. Une base sous-marine est construite sur l’île de Kutubdia.